# 평창초등학교 대창분교
평창초등학교 대창분교는 대한민국 강원특별자치도 평창군 평창읍 대상리 142에 있었던 공립 초등학교이다.

## 연혁
- 1950. 3. 31 도돈국민학교 대하분교장 인가
- 1965. 5. 17 대하국민학교 승격인가
- 1966. 9. 26 대창국민학교 교명인가
- 1985. 3. 1 도돈국민학교 대창분교장으로 격하
- 1995. 3. 1 평창초등학교 대창분교장 편입
- 2000. 3. 1 폐교